# Krak de Montréal
Pour les articles homonymes, voir Montréal (homonymie).
Le krak de Montréal ou de Mont Réal, aussi appelé par les historiens arabes Karac el Chobac, château d'al-Shawbak ou de Schaubak est un château fort datant du XIIe siècle, à l'époque des croisades. Il est situé dans la région d'Édom (« Idumée ») à environ 50 km au sud-est de la mer Morte. Les ruines d'al-Shawbak sont situées en Jordanie.

## Situation
Situé à 228 km au sud d’Amman, le Krak de Montréal domine la vallée de l'Arabah et contrôlait les voies commerciales reliant l'Égypte, la péninsule Arabique et la mer Rouge.
Outre l'aspect stratégique de sa position, le château se dresse sur une montagne qui possède deux sources, au cœur d'une grande oasis très fertile .

## Histoire

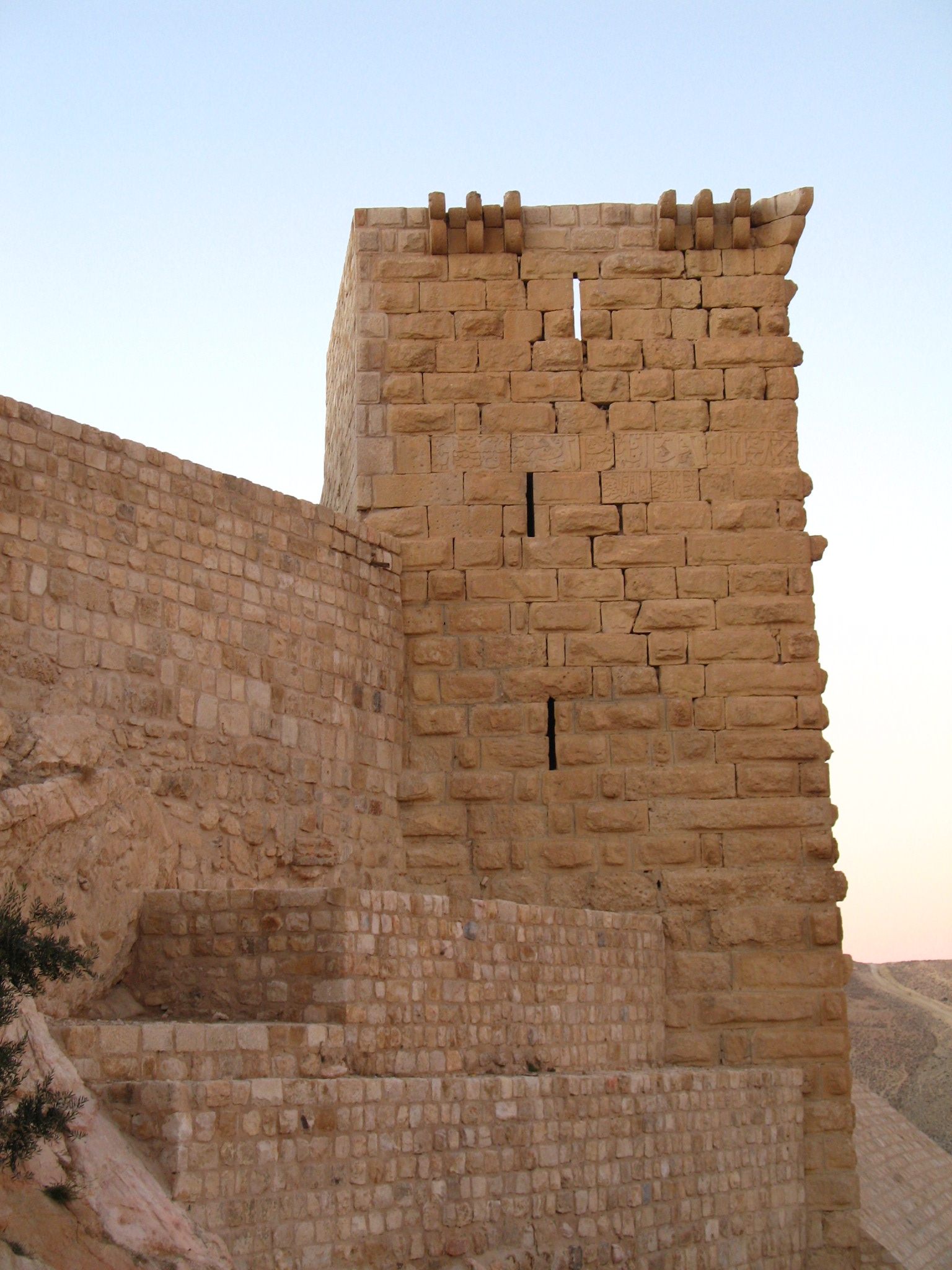
Une tour à archères

La forteresse a été construite en 1115 par Baudouin Ier de Jérusalem, lors d'une expédition dans la région, « à une époque où les croisés ne possédaient encore aucune terre au-delà du Jourdain ». Après s'être particulièrement impliqué dans sa construction, Baudouin Ier en remit la garde et les droits seigneuriaux au chevalier Romain du Puy qui prit le titre de « seigneur de la Terre au Delà du Jourdain ».
Son successeur fut le dénommé Payen le Bouteiller qui consolida ses positions en édifiant en 1142 le « krak des Moabites ».
Si la première moitié du XIIe siècle est pour le krak de Montréal une période de développement, de prospérité et de paix relative, à partir de 1169, prise en étau entre l'Égypte de Saladin et la Syrie de Nur ad-Din et plusieurs fois assiégée, la situation de la citadelle se détériore. En 1174, le chevalier Renaud de Châtillon, prince d'Antioche consort, qui venait de passer seize ans prisonnier de Nur ad-Din à Alep  devient seigneur consort d'Outre-Jourdain. 
En avril 1187, plus de 12 000 musulmans assiègent les kraks de Montréal et des Moabites. En juillet 1187, Renaud de Châtillon est fait prisonnier avec son beau-fils Homfroy IV de Toron à la bataille de Hattin et décapité par Saladin en personne. Des négociations sont menées avec sa veuve Étiennette de Milly afin d'échanger son fils Homfroy contre la capitulation d'Al Karak et Montréal. Les garnisons concernées refusèrent le marché. Après un an et demi de siège, entre avril et juin 1189 les assiégés, « réduits à la plus horrible famine et rendus aveugles par le manque de sel », durent rendre les armes et Saladin s'empara de la forteresse.
La citadelle fut donnée par Saladin à son frère Malec Adel et forma dès lors une principauté dont les émirs prirent quelquefois le titre de Sultan. L'endroit fut considéré par la suite comme une des principales places de l'islamisme.
Le fort a par la suite été occupé par les mamelouks de 1250 à 1517
et occupé tout au long de l'Empire ottoman.
Le krak de Montréal fut en partie détruit par Ibrahim Pacha lors de son occupation du Levant en 1840.

## Description

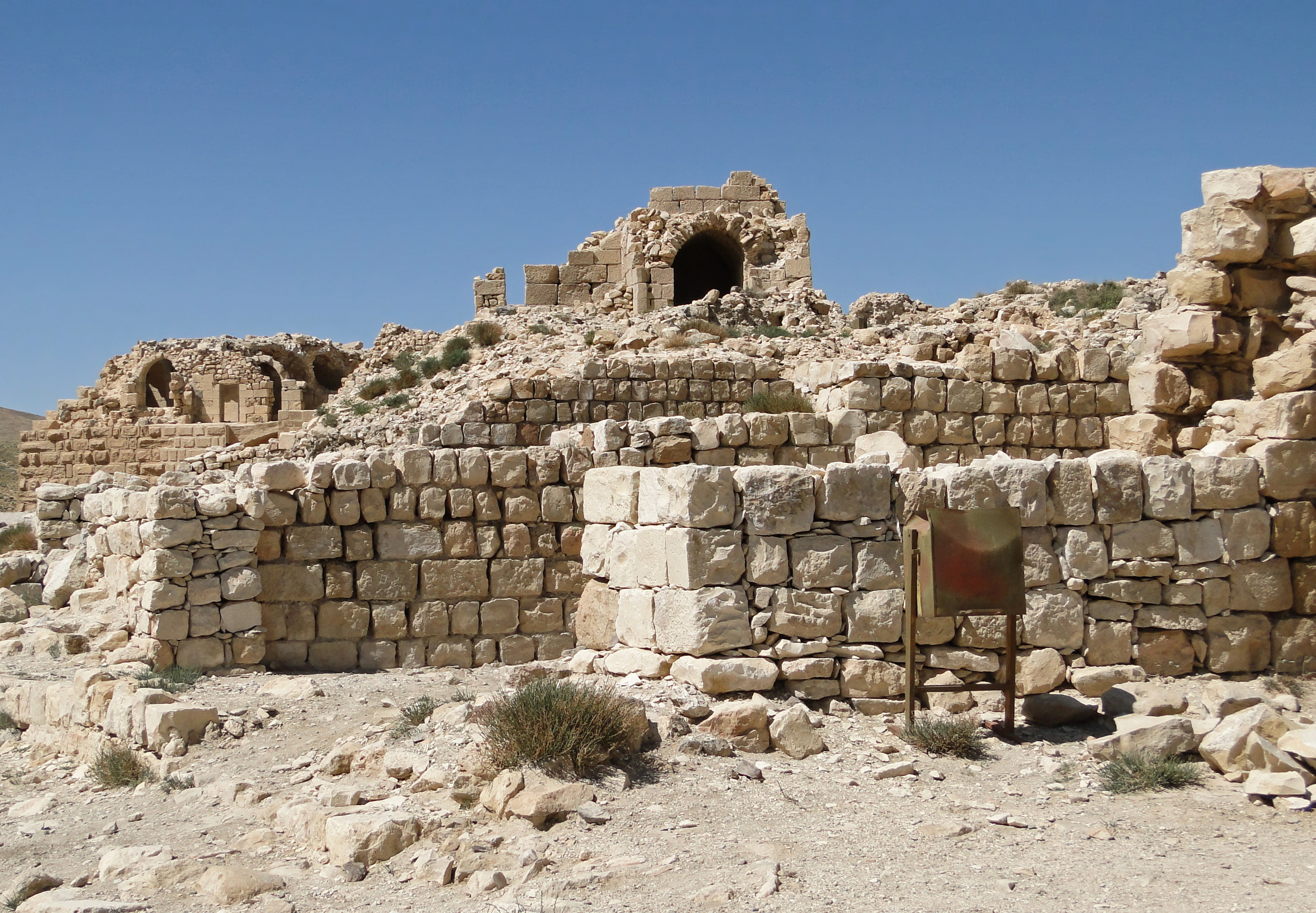
L'intérieur de l'enceinte du château

Construite grâce à la pierre calcaire  extraite des carrières de la région, la forteresse aurait possédé trois murs d’enceinte, dont un seul subsiste actuellement. 
Des glacis aux pierres taillées et polies pavaient les pentes naturelles de la  montagne afin d'en rendre l'escalade difficile.
La cour intérieure renferme divers bâtiments plus ou moins bien conservés, notamment deux églises, une mosquée, un pressoir et une citerne. Un tunnel conduit à une source d'eau potable grâce à un escalier en colimaçon de plus de 300 marches.
Chacune des tours rectangulaire ou circulaire possède trois étages et de nombreuses pièces.
Soumis à graves dommages au cours des siècles en raison des tremblements de terre, de la désertification et de l'érosion, le krak de Montréal est gravement menacé dans sa conservation
Le site a été inscrit sur la liste indicative au patrimoine mondial de l'Unesco depuis 2001.

## Notes

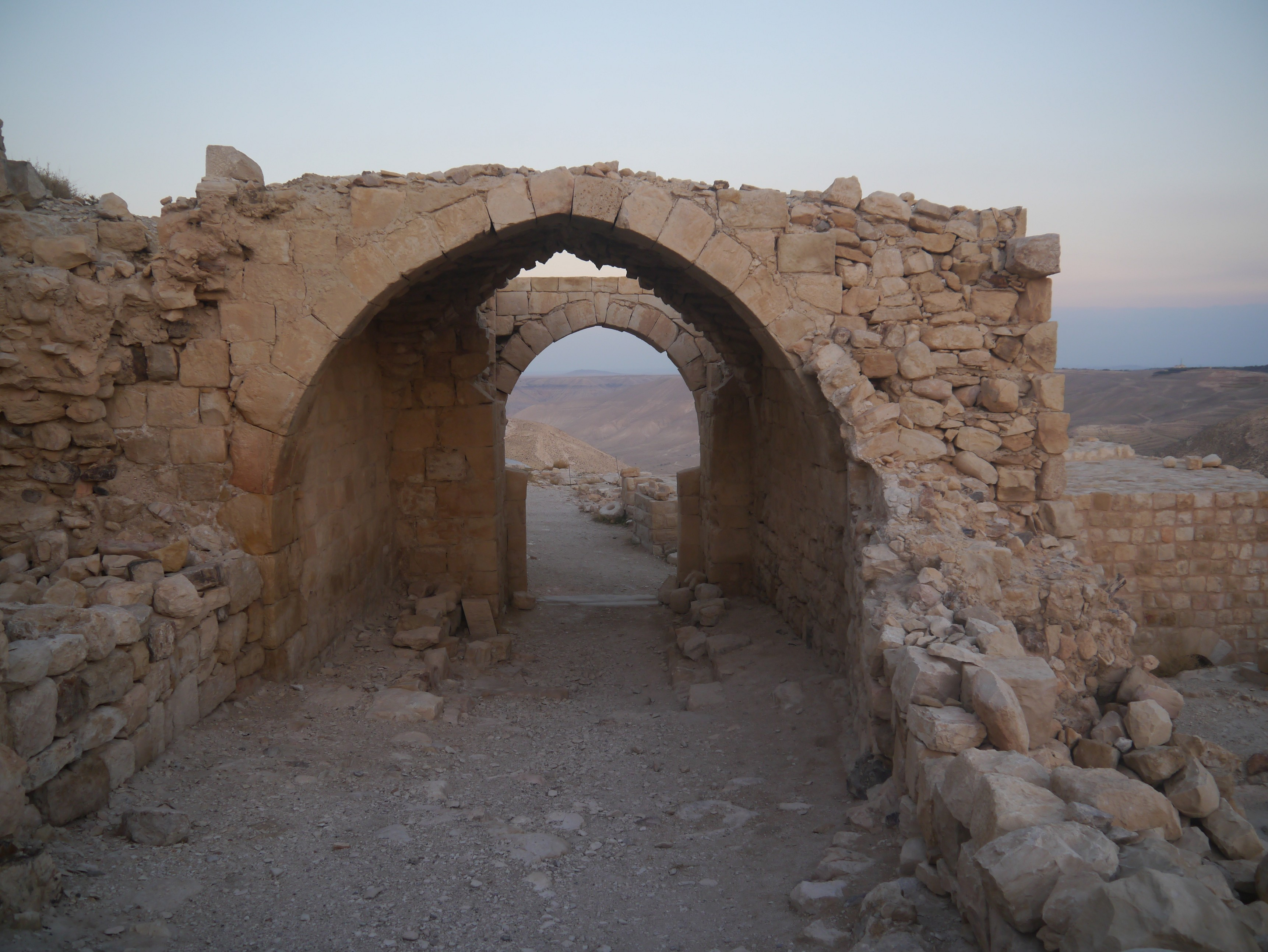
Les ruines de la forteresse